# Schizoporella umbonata
Schizoporella umbonata är en mossdjursart som beskrevs av Charles Henry O'Donoghue 1926. Schizoporella umbonata ingår i släktet Schizoporella och familjen Schizoporellidae. Inga underarter finns listade i Catalogue of Life.